# 佐賀県道258号半田鬼塚線
佐賀県道258号半田鬼塚線（さがけんどう258ごう はだおにづかせん）は、佐賀県唐津市を通る一般県道である。

## 概要
唐津市半田から唐津市養母田鬼塚に至る。

### 路線データ
- 起点：佐賀県唐津市半田
- 終点：佐賀県唐津市養母田鬼塚（鬼塚交差点、国道202号交点）

## 路線状況

### 重複区間
- 佐賀県道40号浜玉相知線（唐津市鏡・鏡辻生駒交差点 - 唐津市鏡・唐津IC入口交差点）

### 道路施設

#### 橋梁
- 大橋（半田川、唐津市）
- 五藤田橋（唐津市、佐賀県道40号浜玉相知線重複区間内）
- 久里橋（松浦川・唐津線・国道202号、唐津市）

## 地理

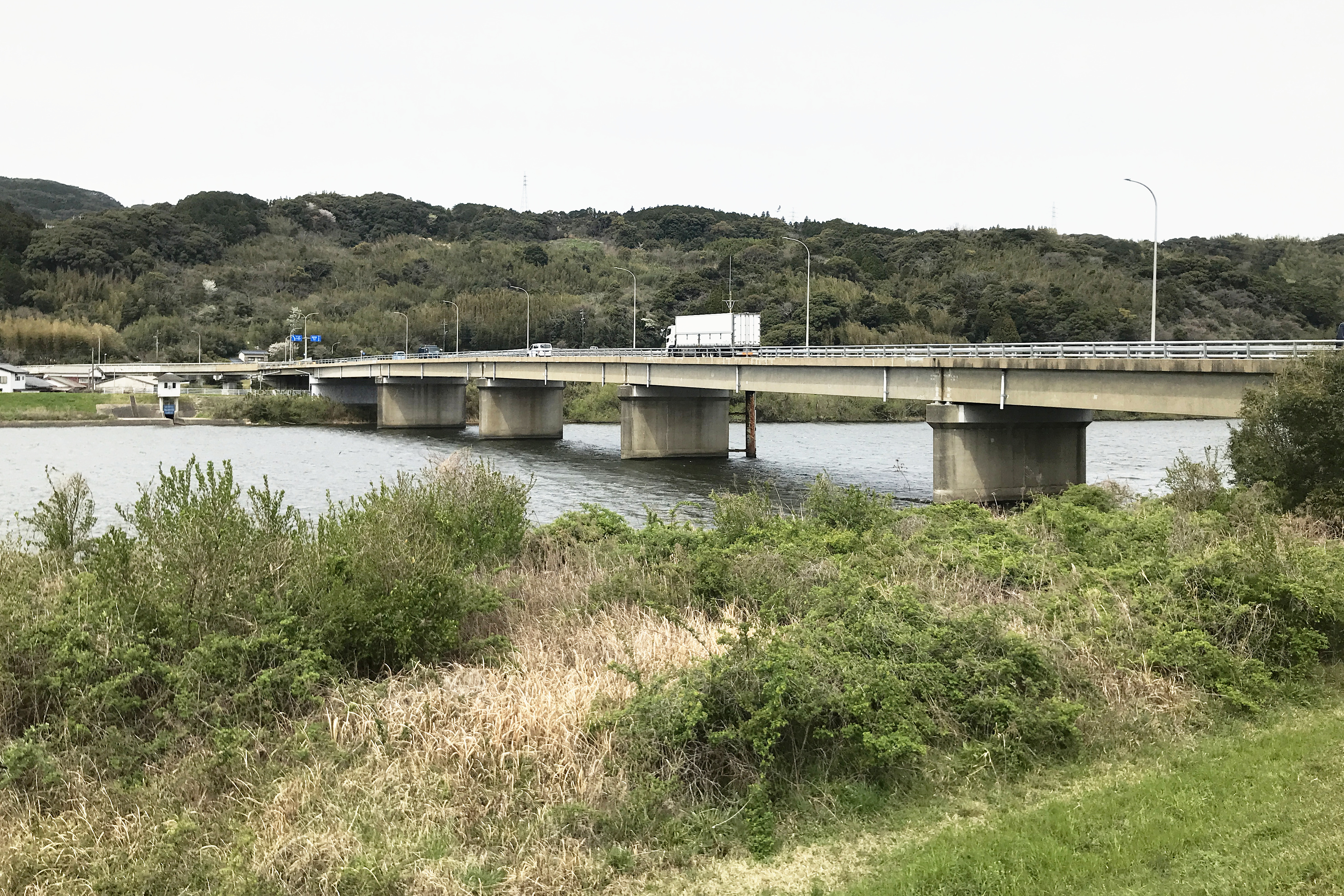
久里橋

### 通過する自治体
- 唐津市

### 交差する道路
| 交差する道路                                                        | 交差する場所 | 交差する場所            |
| ------------------------------------------------------------------- | ------------ | ----------------------- |
| 佐賀県道327号七山唐津線                                             | 半田         |                         |
| 佐賀県道40号浜玉相知線 重複区間起点                                 | 鏡           | 鏡辻生駒交差点          |
| E35 唐津道路 E35 唐津伊万里道路 佐賀県道40号浜玉相知線 重複区間終点 | 鏡           | 唐津IC入口交差点 唐津IC |
| 国道202号                                                           | 養母田鬼塚   | 鬼塚交差点 / 終点       |

### 交差する鉄道
- 唐津線

### 沿線
- 松浦川
- 唐津競艇場
- JR九州唐津線 鬼塚駅